# T-Mobile (Polska)

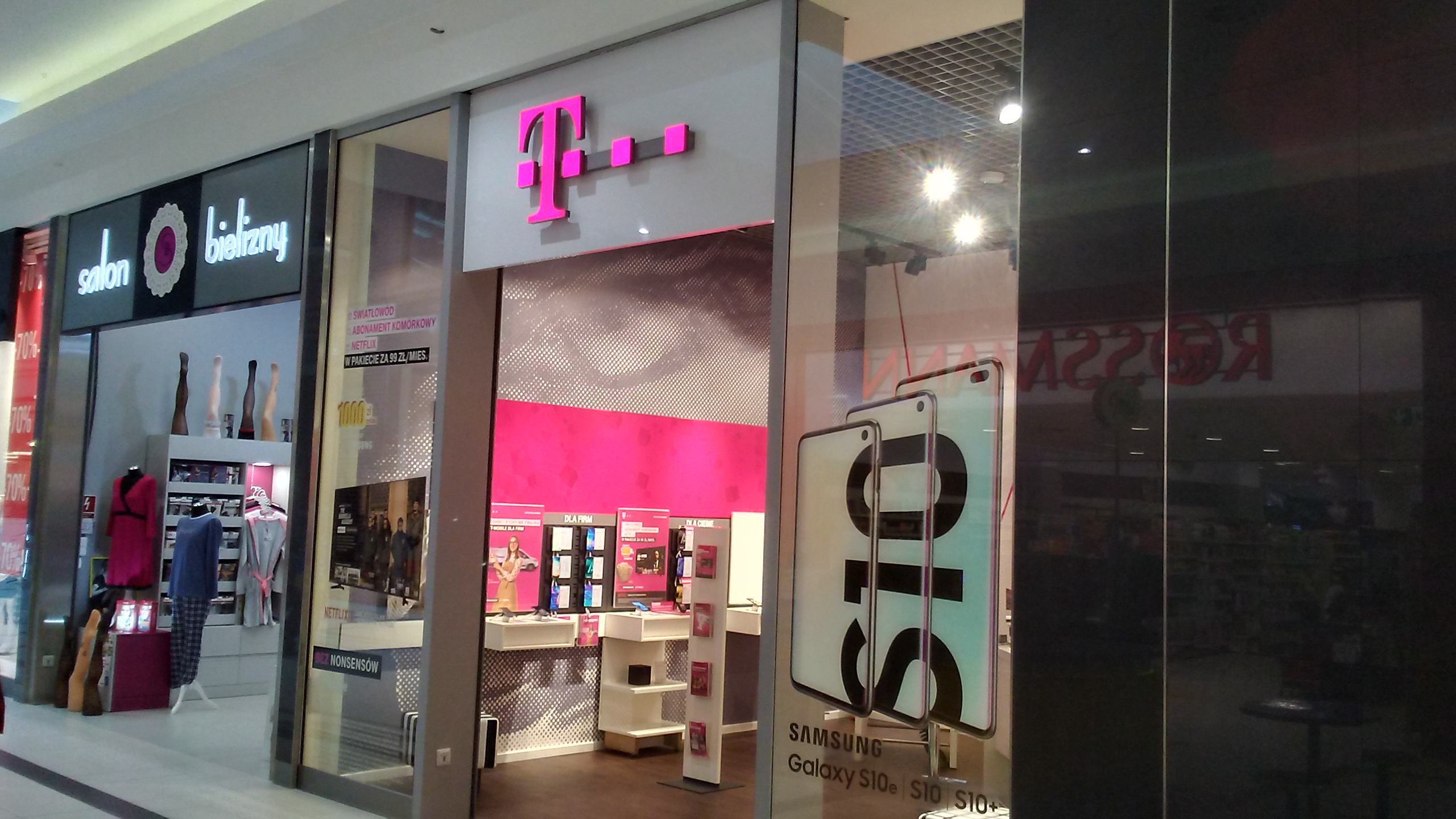
Salon T-Mobile w Tomaszowie Mazowieckim

T-Mobile (dawniej Era) – sieć telefonii komórkowej w Polsce. Operatorem sieci jest T-Mobile Polska należąca do Telekom Deutschland.

## Nazwa
T-Mobile Polska, a także T-Mobile Poland jest potoczną nazwą mającą na celu umiejscowienie danej sieci T-Mobile w przestrzeni światowej. Takie określenie jest stosowane także wewnątrz samego T-Mobile, ale oficjalną nazwą marki, a co za tym idzie sieci, jest T-Mobile bez nazwy kraju. Oficjalna nazwa to T-Mobile Polska S.A.

## Historia
Sieć T-Mobile w Polsce powstała poprzez zmianę marki (rebranding) dotychczasowej sieci, czyli Era, co nastąpiło 5 czerwca 2011 roku. Twarzą pierwszej kampanii reklamowej T-Mobile w Polsce został Jan Nowicki. Hasło reklamowe T-Mobile brzmiało „Chwile, które łączą” i było tłumaczeniem hasła międzynarodowego. Nazwa T-Mobile.pl zaczęła obowiązywać 5 czerwca 2011 roku.
W kwietniu 2014 T-Mobile ogłosił wspólnie z Alior Bankiem plany uruchomienia nowej usługi bankowej dla swoich klientów pod nazwą T-Mobile Usługi Bankowe. Usługi będą dostarczane na bazie Alior Sync.
W lipcu 2023 roku T-Mobile ogłosiła, że wdrożyła w Polsce technologię 400G w całej sieci Core IP, co ma być momentem przełomowym w historii firmy - pozwoli zaoferować klientom usługi dostępu do internetu o prędkości nawet do 800Gb/s.

## Sponsoring
Od 21 lipca 2011 do 2015 roku, sieć była sponsorem tytularnym polskiej Ekstraklasy piłkarskiej. W tym czasie rozgrywki nosiły nazwę T-Mobile Ekstraklasa.

## Biuro Obsługi Abonenta
Internetowe Biuro Obsługi Abonenta, iBOA – system obsługi klientów umożliwiający po zalogowaniu (autoryzacji) samodzielne dokonywanie zmian na swoim koncie za pomocą komputera.
Mobilne Internetowe Biuro Obsługi Abonenta, MiBOA – wersja serwisu iBOA przystosowana do przeglądarek telefonów komórkowych. Mając konto w MiBOA można łatwo zarządzać płatnościami i usługami za pomocą telefonu, bezpłatnie na terenie kraju.

## Pasma
Obsługiwane pasma:
- GSM 900/1800
- LTE 800/900/1800/2100/2600
- 5G 3700–3800[4]